# Teulada (Marina Alta)
|  | Aquest article tracta sobre la població, per a la part superior de les cases vegeu teulada (construcció) |

Teulada és una població i un municipi del País Valencià situat a la comarca de la Marina Alta.

## Geografia
El terme del municipi de Teulada abraça una extensió de 32,24 quilòmetres quadrats. Situat al sud-est de la comarca de la Marina Alta, al País Valencià, el territori està environat pels termes de Benissa, Gata, Dénia, Xàbia i el Poble Nou de Benitatxell; i per la Mediterrània al sud.
Al nord hi ha les muntanyes de les Cel·letes, el Tossal Gros, la Solana de Canor i l'Abiar; altres zones muntanyenques les trobem al sud-est, amb la de la Viuda, el cap d'Or i la Penya de l'Àguila.
La resta del territori ocupa tres gran espais, un correspon a la part central, entre les muntanyes del nord i la línia imaginària que segueix d'est a oest el barranc de la Borda, conformat per tossals, depressions, abancalaments, petites planes, comes, costeres, fondalades... tot un conjunt d'espais d'orografia variada, on hi ha els terrenys on es practicava la que era la principal activitat del municipi fins als anys 60, l'agricultura; una segona part, des d'eixa línia imaginària fins al límit de la costa, amb una morfologia del terreny molt semblant a l'anterior, més abundant de petits boscos de pins, i convertida des de fa més de tres dècades en llocs d'habitatge per a residents.
La quarta part és la frontera marina, un espai obert al mediterrani, amb roquissars al cap d'Or i voltants, continuats cap al sud per una costa que va baixant, alternant platges i bancs rocallosos, fins a arribar al Cap Blanc, de nou en zona escarpada en altura, però d'un material margós i de color clar, de pitjor qualitat de rocam que el Cap d'Or.
Sols uns pocs barrancs travessen el terme: el del Pas, que arreplega les aigües o s'ajunta amb els de les Comes, la Font Santa, l'Almatar o l'Alcassar, format el barranc de les Sorts o de la Rambla; el de la Borda, que des de la partida de Benimeit, va a parar al del Pas; i el de la Font de l'Horta, que des de Benimarco, s'estén cap a la Garganta cap al riu Gorgos, ja en terme de Dénia. Hi ha altres barrancons per on escapen les aigües de les pluges estacionals.
A més de la carretera general 332, abans camí reial, una variada xarxa de camins, molts d'ells antics, recorren tot l'espai del territori i comuniquen els dos nuclis, Teulada i Moraira, amb la resta de zones habitades i terres del terme. Actualment a les urbanitzacions –Cala Baladrar, la Cometa, el Pla de Mar, el Tros de la Retora, Cap Blanc, Fanadix, Moravit, la Sabatera, Païgi i el Pinar de l'Advocat– es disposa d'una xarxa de carrers que hi facilita l'accés.

### Nuclis de població
En el terme municipal de Teulada es troba també el nucli de població de Moraira, situat a la costa.

### Localitats limítrofes
Limita amb els termes municipals de Benissa, el Poble Nou de Benitatxell, Dénia, Gata de Gorgos i Xàbia.

## Història
El territori que hui coneixem com a terme municipal de Teulada ha conegut la presència de l'home des dels temps més pretèrits. Són diversos els jaciments prehistòrics que ens indiquen que diverses zones del terme van estar habitades per l'home prehistòric, que va deixar testimoni de la seua presència.
El jaciment més antic, i sens dubte el més important, és la Cova de la Cendra. Situat en un dels vessants del Cap d'Or presenta una gran riquesa d'estrats que es remunten al Paleolític Superior, entre els 15.000 i 20.000 anys aC. Més abundants són els jaciments de l'edat del bronze (entre 1600 i 1200 aC). Destaquen els llocs coneguts com a Morro del Castellar, Tossal de la Font Santa, Cova de les Rates, Punta de Moraira, etc.
La cultura ibèrica es troba representada per un bon nombre de jaciments arqueològics en els quals s'han trobat sobretot restes ceràmiques i estructures de poblats, però és en el període romà quan el terme de Teulada, prop del municipi romà de Diànium, experimenta una gran importància en la quantitat d'assentaments, consistents bàsicament en vilae o cases de camp, dedicades a les explotacions agràries, esteses per tot el territori.
La llarga estada dels pobles islàmics també deixaren petges que perdurarien fins als nostres dies en la toponímia i en la cultura popular.
Amb l'arribada de les tropes de Jaume I al segle xiii, comença a aparèixer Teulada. Després d'uns primers anys sota el poder reial al segle xiii, passen les terres del terme de Teulada a diversos senyors com Roger de Llúria, Bernat de Sarrià, tot formant part del terme del castell de Calp. A finals del segle xiv, sent senyor de Teulada, Alfons d'Aragó, aleshores comte de Dénia, aconseguí crear el terme municipal de Teulada, separant-lo dels termes de Benissa i Calp, que fins aquell moment era un terme únic.
Entre els segles xiv a xvii Teulada es va veure contínuament atacada pel corsaris i pirates barbarescos del Mediterrani, motiu pel qual hagué de reforçar les muralles de la vila i la vigilància de la costa amb construccions defensives.
Tota l'edat mitjana transcorre enmig d'una economia que té com a única font de subsistència l'agricultura de secà per a l'abastiment i l'intercanvi. De l'època medieval destaca la tradició de l'estada de Sant Vicent Ferrer a Teulada, quan vingué a visitar la seua germana Constança, casada amb l'escrivà de la vila.
Al segle xvii, després de dues centúries sota el senyoriu dels Palafox, Teulada experimenta una expansió urbana amb la construcció de la sala dels Jurats i l'església fortalesa de Santa Caterina. En el segle xviii es construí el castell de Moraira per tal de protegir la costa. Després de la guerra de Successió, estes terres experimenten moments de millora i expansió econòmica que desemboquen en un augment demogràfic considerable.
En el segle xix, amb la desaparició del senyorius, Teulada s'incorpora a la Corona. Per aquella època, sobretot a finals de segle, l'elaboració de la pansa coneix els millors temps d'expansió. Llavors comença a formar-se el nucli de Moraira, no gaire lluny del castell.
Durant la primera part del segle xx, el terme de Teulada restarà estancat en l'economia i la demografia; a partir dels 60, comença una altra etapa que canvia la fesomia del municipi des de la seua creació. L'arribibada del turisme va suposar un progrés destacable.

### Evolució històrica del recinte emmurallat
La franja litoral de la comarca de la Marina ha estat des de final del segle xiii habitada per una població majoritàriament cristiana, que constituïa una barrera enfront de les invasions i els atacs de pirates i barbarescs per mar. La primitiva defensa de la costa estava determinada pels castells de Calp, Dénia i Altea, entre d'altres, cada un dels quals tenia un territori sota la seua protecció. Dins del territori del castell de Calp es trobava l'alqueria de Teulada, que ja apareix en les donacions del Llibre del Repartiment a partir de 1249.
Almenys, a partir de 1277, ja hauria d'haver-se realitzat una repoblació nombrosa, ja que durant eixe any té lloc la concessió de la carta de poblament de Teulada i altres alqueries pròximes a favor de Bernat Durand i cent pobladors més.
A principi del segle xiv devia estar constituïda una comunitat cristiana, segons es dedueix de la relació de rectors de les parròquies que acudeixen als Sínodes de la catedral de València l'any 1310, entre els quals es troba el de Teulada. A mitjan segle, Teulada comptava amb 52 llars i pocs anys després, en 1377, aconsegueix la independència municipal; en 1386, l'assignació de terme municipal propi independent dels de Benissa i Calp.
A finals del segle xiv, els teuladins disposaven de permís del bisbat per a edificar «...la dita universitat de Teulada vol et entén construhir, edifficar e fundar una sglésia en lo dit lloch de Teulada con ne haja obtenguda licència et comissió del reverend bisbe de Valencia...». A principi del segle xv comptava amb 65 llars i es conserven documents de l'època amb els noms dels rectors de Teulada. També es té constància de l'existència d'un mur de fortificació de la població segons es dedueix: «Lo señor Marqués ab la dita carta de gràcia mana que ço que procehia pagar al consell de Teulada en lo dit do de XX mil florins, convertesquen en l'obra del mur ordenada sots certa condició...» i en una altra pàgina del mateix document s'indica que «les dites obres foren acomplides segons que erean obligats.»
Teulada va rebre en 1410 la visita de sant Vicent Ferrer, on, segons la tradició, va realitzar diversos miracles alguns dels quals s'escenifiquen, hui en dia, en els coneguts miracles.
En un protocol de 1476 del notari de Xàbia, Sebastià Xulbi, es parla del mur Nou, com a límit d'una propietat que apareix en un document privat «Item medietatem pro indiviso cuiusdam ovilis franqui e quiti, siti e positit intus murum novum dicti loci.» (AMD: Protocol Sebastià Xulbi R 303). Però, sobretot, és en el segle xvi quan es troben abundants notícies sobre la fortificació de la vila i la construcció de l'església de Santa Caterina.
En 1551 es té constància de la construcció d'una torre de defensa al costat d'un edifici denominat quartijo, també d'ús defensiu, al mateix temps que es construeixen torres de defensa a Calp i a Benissa, totes costejades per Jerònima Pujadas, la qual, en el plet que manté contra Joan Palafox, aporta la documentació demostrativa d'haver gastat molts diners en les obres de fortificació: «Primerament en lo loch de Teulada per a la fortificació del dit loch e defensa dels pobladors de aquella y ha un quartijo eo un edifici axí dit e nomenat que tenen los pobladors de dit loch per poder-se defensar en aquell ..ïtem diu ut supra que per a la fortificació del quartijo se ha fet una torre la cual está en acabança e sta de tal manera constrohida que poden de dita torre deffensar dos panys eo quarters del dit quartijo...ïtem diu ut supra que per a fortificar-se los del dit loch en lo dit quartijo e torre tenen necessitat de demolir e derrocar alguna casa eo cases de les quales axí per la propinquitat de aquelles com altres, podrien los enemichs desfer lo dit quartijo e molestar en gran manera als que. s farien forts i es defendrien en aquell.» (ARV. Processos de Madrid, 2283, 83j).
L'any 1562, l'informe de Joan Baptista Antonelli no esmenta esta obra de fortificació, sinó que recomana que es revisen les muralles per a veure si és millor fortificar-les o acabar de fortificar l'església. (A.G.S. Estat, Llig 141, f 171). (A.G.S. Estado, Llig 141, f 171).
El 1582 és concedida llicència pel virrei de València al poble de Teulada per a imposar contribucions especials amb la finalitat de comprar dues cases contigües a l'església i acabar les obres de fortificació iniciades anys arrere. La petició de llicència per a imposar impostos està acompanyada de diversos testimonis que declaren la necessitat que té la vila de Teulada de fortificar-se. El síndic Joan Banyuls en nom dels justícia, jurats i consell de la vila de Teulada diu que: «dita vila estava situada e posada en frontera de la mar...» i estava exposada als atacs de moros i turcs. D'altra banda, «estava aquella poch fortificada...», motiu pel qual es determina reunir consell general en el qual «..acordaren unànimes de acabar un fort que y ha comensat que comprèn l'església de dita vila e dos cases junt a d'aquella per a poder-se resistir en temps de necessitat...». També es troben altres testimonis en el mateix sentit com el de Guillem Banyuls, notari de Xàbia, escrivà i assessor del Consell de Teulada; el de Lluís Vives, mercader de Benissa, i el de Cristòfol Sapena, cavaller de Xàbia. En vista dels informes el virrei de València, Francesc de Moncada, va concedir permís per cinc anys per a imposar l'impost de la cisa. Segons pareix, el permís va ser prorrogat més avant.
Les obres de construcció de l'església fortificada i de les noves muralles continuen a finals del segle xvi i principis del xvii, com ja preveien les autoritats teuladines, amb els diners dels quinze anys de cisa. L'any 1602 no estaven acabades les obres, i es torna a sol·licitar la imposició de cises, petició que es repeteix en els anys 1608 i 1614. L'any 1609, la defensa de Teulada estava realitzada per un capità, 130 soldats, 100 arcabussos i tres peces d'artilleria, estes xifres se suposa que incloïen la defensa de la costa. El 1614 es troba un informe positiu del marqués d'Ariza i baró de Teulada, en el qual s'enumeren les raons favorables a la nova imposició de cises. Una vegada acabat el procés de fortificació que havia de durar 35-40 anys (1572-1610), la vila de Teulada experimentarà un augment demogràfic notable: a finals del segle xvi Teulada comptava amb 129 cases (any 1589), el 1609 comptava amb un total de 160 cases i el 1629 s'arribarà a les 228 cases. A partir de llavors comença la forta crisi demogràfica i econòmica que reduirà molt la seua població.
Una vegada concloses les obres de fortificació de la vila es construeix la casa de la vila o Sala de Jurats i Justícia (Sala del Consell). L'edifici va ser acabat l'any 1620 i en la seua façana es va gravar un rellotge de sol l'any 1639.
Altres notícies posteriors sobre el recinte murallat es produeixen a mitjans del segle xvii (concretament de 1667), quan es té notícia de la denominada porta de la Barbacana, que donava accés a un possible recinte interior de la fortificació al costat de l'església. Estava situada prop de la casa abadia, va ser derrocada l'any 1901. Del segle xviii es coneix la porta de Baix, que estava al principi del carrer de Baix, per un document sobre comptes municipals. També es té notícia de la torre campanar, que amenaçava ruïna, que degué ser derrocada a final del segle xix, i es va edificar una altra de nova en l'angle sud-est de l'església.
L'any 1940 es derroca el Portalet, una porta existent al carrer de Sant Vicent o de la Manegueta, per qüestions estètiques o de millora urbanística, segons les actes de l'Ajuntament. En aquells anys s'obrí una comunicació entre el carrer de Sant Bonaventura (C/ Nou) i el carrer de Sant Josep (C/ La Sala), i es derroca una casa adossada al mur nord del recinte, que és derruït també. A principi del segle xx encara estaven en peu les torres de Blasco (al final del carrer del Mur) i, una altra, a la part posterior de la casa d'Ivars, segons es pot observar en els plànols del Dr. Pitarch (1924) i de J. Cardona (1929).
El contingut d'este article (basat en els treballs de Joan Ivars Cervera i Josep Ivars Pérez) incorpora material de la declaració del Bé d'Interés Cultural publicat en el DOCV Nº 5657 l'11 de desembre de 2007 (text), que es troba en el domini públic de conformitat a allò dispost en l'article 13 de la Llei de Propietat Intel·lectual espanyola.

## Llengua
Des del segle xiii, amb l'arribada dels exèrcits de Jaume I, i posteriorment amb les successives repoblacions, a Teulada s'ha parlat el valencià, la denominació autòctona de la llengua que portaren els conqueridors, el català. La varietat dialectal és la pròpia de la Marina Alta: el valencià meridional. A Teulada, poble de cristians vells, no hi hagué cap canvi poblacional traumàtic com ocorregué als pobles de cristians nous de l'interior de la comarca, on l'arribada de nous repobladors al segle xvii comportà canvis que afectaren a la llengua quotidiana.

## Política i govern

### Composició de la Corporació Municipal
El Ple de l'Ajuntament està format per 17 regidors. En les eleccions municipals de 26 de maig de 2019 foren elegits 7 regidors del Partit Popular (PP), 4 de Compromís per Teulada i Moraira (Compromís), 3 del Partit Socialista del País Valencià (PSPV-PSOE), 2 de Ciutadans - Partit de la Ciutadania (Cs) i 1 de Renovació Democràtica Centrista Valenciana (REDcv).
| Eleccions municipals de 26 de maig de 2019 - Teulada |                                            |                                     |                                     |        |          |          |
| Candidatura | Candidatura                                | Candidatura                         | Cap de llista                       | Vots   | Vots     | Regidors |
| | Partit Popular                             |                                     | Vicente Raúl Llobell Signes         | 1.298  | 36,88%   | 7 (-2)   |
| | Compromís per Teulada i Moraira            |                                     | Maria Rosa Catalina Vila Vallés     | 893    | 25,37%   | 4 (+3)   |
| | Partit Socialista del País Valencià-PSOE   |                                     | Héctor Joaquín Morales Puigcerver   | 607    | 17,24%   | 3 ()     |
| | Ciutadans - Partit de la Ciutadania        |                                     | Adrián Ruiz Codes                   | 405    | 11,51%   | 2 (+2)   |
| | Renovació Democràtica Centrista Valenciana |                                     | Jordi Martínez Durà                 | 290    | 8,24%    | 1 (-3)   |
| | Vots en blanc                              |                                     |                                     | 27     | 0,77%    |          |
| Total vots vàlids i regidors | Total vots vàlids i regidors               | Total vots vàlids i regidors        | Total vots vàlids i regidors        | 3.520  | 100 %    | 17       |
| | Vots nuls                                  | Vots nuls                           | Vots nuls                           | 44     | 1,23%    |          |
| Participació (vots vàlids més nuls) | Participació (vots vàlids més nuls)        | Participació (vots vàlids més nuls) | Participació (vots vàlids més nuls) | 3.564  | 45,59%** |          |
| Abstenció | Abstenció                                  | Abstenció                           | Abstenció                           | 4.440* | 55,47%** |          |
| Total cens electoral | Total cens electoral                       | Total cens electoral                | Total cens electoral                | 8.004* | 100 %**  |          |
| Alcaldessa: Maria Rosa Catalina Vila Vallés (Compromís) (15/06/2019) Per majoria absoluta dels vots dels regidors (4 vots de Compromís, 3 de PSPV-PSOE i 2 de Ciutadans) |                                            |                                     |                                     |        |          |          |
| Fonts: Ministeri de l'Interior, Junta Electoral de Zona de Dénia. Periòdic Ara. (* No són vots sinó electors. ** Percentatge respecte del cens electoral.)               |                                            |                                     |                                     |        |          |          |

### Alcaldes
Des de 2019 l'alcaldessa de Teulada és Rosa Vila de Compromís.
| Període                       | Alcalde o alcaldessa                            | Partit polític | Data de possessió     | Observacions        |
| ----------------------------- | ----------------------------------------------- | -------------- | --------------------- | ------------------- |
| 1979–1983                     | Pedro García Llobell                            | UCD            | 19/04/1979            | --                  |
| 1983–1987                     | Miguel Martínez Llobell                         | AP-PDP-UL-UV   | 28/05/1983            | --                  |
| 1987–1991                     | Miguel Martínez Llobell                         | AP             | 30/06/1987            | --                  |
| 1991–1995                     | Miguel Martínez Llobell                         | PP             | 15/06/1991            | --                  |
| 1995–1999                     | José Bertomeu Cabrera                           | PP             | 17/06/1995            | --                  |
| 1999–2003                     | José Císcar Bolufer                             | CM             | 03/07/1999            | --                  |
| 2003–2007                     | José Císcar Bolufer                             | PP             | 14/06/2003            | --                  |
| 2007–2011                     | José Císcar Bolufer Antoni Joan Bertomeu Vallés | PP             | 16/06/2007 08/04/2009 | Incompatibilitat -- |
| 2011–2015                     | Antoni Joan Bertomeu Vallés                     | PP             | 11/06/2011            | --                  |
| 2015–2019                     | Carlos Linares Bañón                            | PP             | 13/06/2015            | --                  |
| 2019-2023                     | Rosa Vila Vallés                                | Compromís      | 15/06/2019            | --                  |
| Des de 2023                   | n/d                                             | n/d            | 17/06/2023            | --                  |
| Fonts: Generalitat Valenciana |                                                 |                |                       |                     |

## Demografia
Teulada té una població de 14.236 habitants (INE 2008), un 60,37% dels quals és de nacionalitat estrangera. Segons el cens, es tracta del 5é municipi de l'Estat espanyol amb més percentatge de forans. El 23,25% del total de la seua població dels residents de Teulada és de nacionalitat britànica, el 13,19% alemanya i un 10,46% del total és d'altres nacionalitats de la Unió Europea. Els residents que no provenen de cap país de la UE (incloent Espanya) representen el 8,35% de la població, i són majoritàriament iberoamericans.
| Población | 2.448 | 2.944 | 3.347 | 3.020 | 3.313 | 2.913 | 3.194 | 3.104 | 2.894 | 2.988 | 3.487 | 5.365 | 9.328 | 11.983 | 12.745 | 13.281 | 14.236 |

## Economia
La principal activitat econòmica, que antany va ser l'agricultura, és actualment el sector serveis basat en el turisme.

## Monuments i llocs d'interés[9]

### Església de Santa Caterina

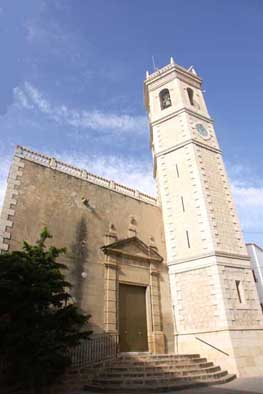
Església de Santa Caterina

Es pot datar l'inici de la seua construcció a principis de l'últim terç del segle xvi, sobre una primitiva església gòtica que havia estat construïda entre finals del segle xiv i principis del xv. L'edificació del temple respon a una doble funcionalitat: religiosa i defensiva. La pirateria barbaresca va atacar sovint els pobles de litoral valencià. Arquitectònicament l'església consta en l'actualitat de dues parts ben diferenciades: la primitiva, del segle xvi, i una sèrie d'ampliacions que van des del segle xviii a l'actualitat.

### Ajuntament Vell

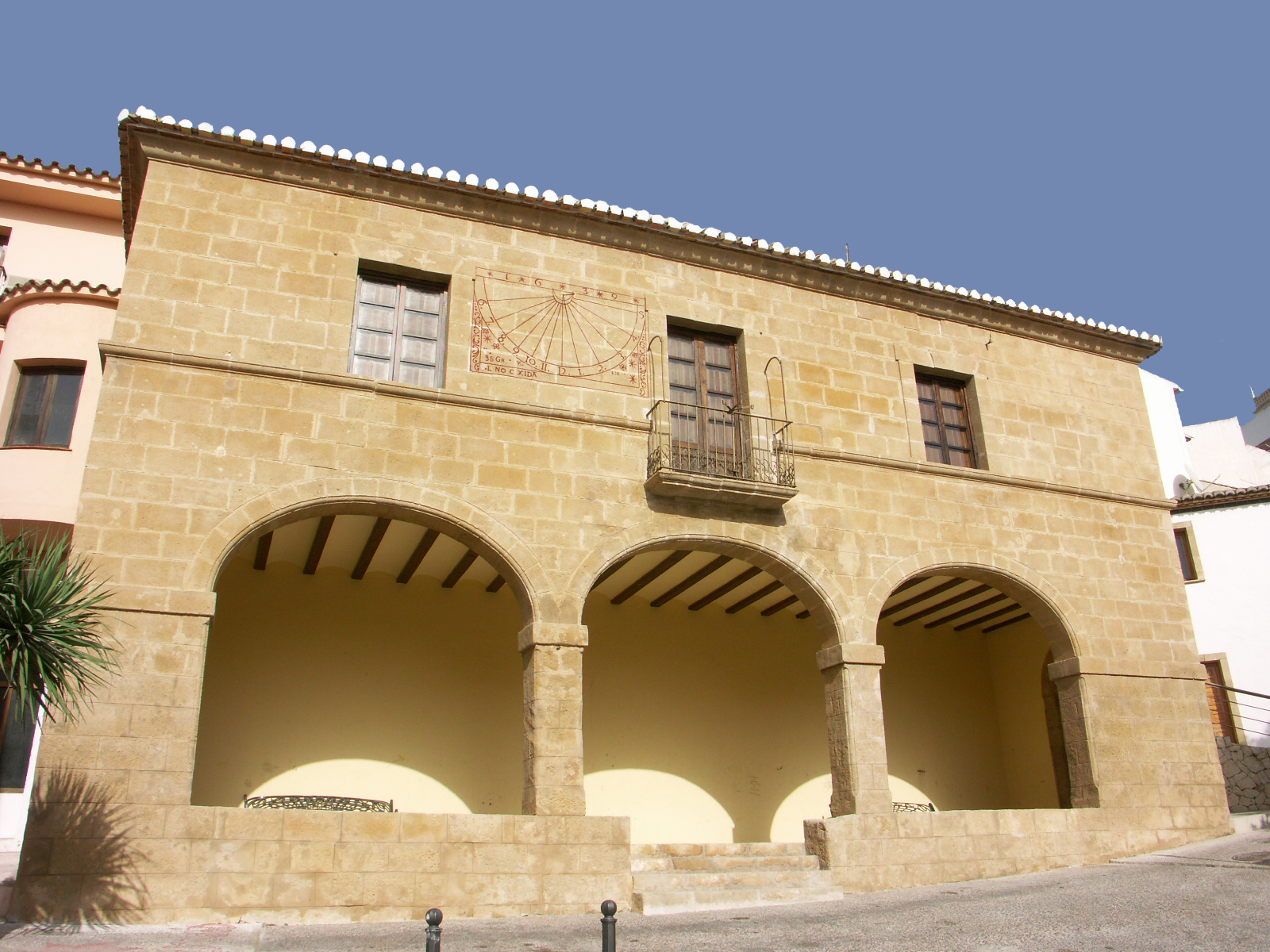
Ajuntament Vell

Construïda a la segona dècada del segle xvii, en un moment d'expansió urbana, econòmica i demogràfica de la vila. Consta la data de 1620, possiblement de la finalització de l'edifici que podem observar en el ràfec de la façana principal. El pòrtic que presideix l'edifici ha servit en èpoques passades de llotja de contractació i comercial. La Sala, nom popular que rep l'edifici, és una mostra d'arquitectura civil del segle xvii que està orientada cap al sud i edificada en pedra "tosca" o arenisca; la planta és rectangular i d'una sola crugia. El frontis té una simetria amb un balcó central i dues finestres rectangulars en vertical, coincidint en la part baixa amb els tres arcs de tipus carpanell.

### Castell de Moraira

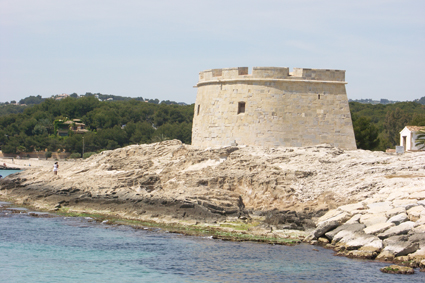
Castell de Moraira

És conegut amb el nom de Castell de Moraira el fortí que es troba sobre una elevació rocosa de pedra tosca dominant la platja de l'Ampolla i tota la badia de Moraira. En contra de l'opinió generalitzada que el baluard datava del segle xvi com una obra de Juan B. Antonelli, hui sabem que va ser construït al segle xviii. Sobre la porta d'accés domina l'escut reial de la casa dels Borbons, el qual està datat a 1742, possiblement l'any de finalització de l'obra. És un edifici amb planta de pota de bou, amb façana semicircular orientada cap al sud: l'ingrés es realitza per la part nord on hi havia una tenalla de protecció davant la porta en arquitrau, a la que s'accedia després d'haver creuat un fossat, sobre el qual es disposava d'un pont llevadís. Les parets estan en talús amb una alçària de 10 metres i construïdes amb maçoneria ordinària, revestida per carreus de pedra procedent de la mateixa zona costanera. Una imposta de mitja canya marca el límit entre el cos de l'edifici i la coberta, protegida per una xicotet mur corregut que presenta set obertures en forma de saetera, on es col·locaven els canons.

### Torre del Cap d'Or

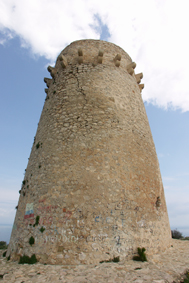
Torre de guaita del Cap d'Or

Torre que, com moltes altres que hi ha al llarg del litoral mediterrani, es va edificar a conseqüència de l'informe que va emetre l'arquitecte J. B. Antonelli l'any 1563. Es va procedir a la seua construcció per a protegir el litoral de possibles incursions dels pirates barbarescos. Edificada sobre el punt més alt del Cap d'Or i quasi en el límit dels penya-segats, és de planta circular, amb un perímetre de 26 metres, i els murs en talús construïts amb maçoneria ordinària i esquerdejats amb morter. El mur està coronat per mènsules que, en la part de llevant, sustenten un matacà. La torre, d'11 metres d'alçària, és tota ella massissa fins més de la meitat, de manera que no puga accedir-se al seu interior des del nivell del sòl en no disposar de cap porta.

### Ermita de Sant Vicent Ferrer

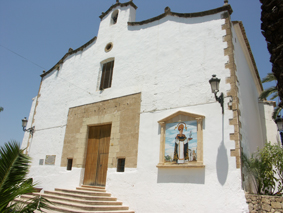
Ermita de Sant Vicent Ferrer

L'actual edifici començaria a construir-se entrada la segona mitat del segle xviii, concretament en els anys 1767 i següents. L'ermita és de planta rectangular amb els cantons de pedra arenosa picada i encadenada, formant un dentellat amb el mur construït de pedra i morter. És destacable l'altar major, amb una pintura sobre taula de Sant Vicent atribuïda popularment a Joan de Joanes. Encara que fins hui no s'ha pogut confirmar eixa atribució, sí que pareix de l'escola de primitius valencians del segle xvi.

### Ermita de la Divina Pastora

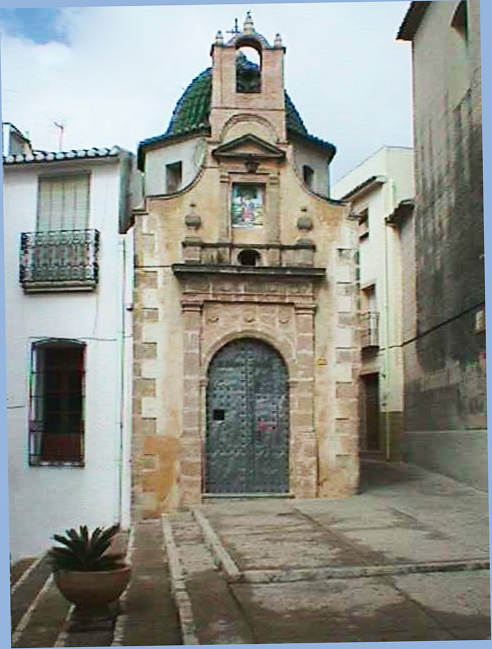
Ermita de la Divina Pastora

No es tenen dades documentals que ens donen a conéixer l'època de la construcció de l'ermita, però se sap que va ser renovada l'any 1861 i que en la dècada dels anys 70 del segle xix va ser col·locada la campana en l'espadanya. Cal destacar l'existència de dos estils: la portada, renaixentista i la resta de l'ermita, barroca.

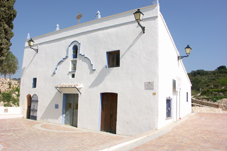
Ermita de la Font Santa

### Ermita de la Font Santa
L'origen d'esta ermita es remunta segle xv, data en què, segons tradició Sant Vicent Ferrer, va realitzar el miracle de fer brollar aigua sobre la pedra a petició de la seua germana Constança, que vivia a Teulada; des de llavors es diu que de la font brolla aigua, gota a gota, sense que canvie el cabal, tant si es tracta d'anys plujosos com si són molt secs. Si bé eixa tradició es referix al segle xv, pareix que l'edifici actual de l'ermita cal datar-lo cap a mitjan segle xix. L'existència de l'ermita pot ser també la cristal·lització d'un antiquíssim culte a la deessa romana Diana, ja que a uns cent metres d'ella està la font de la Jana sobre la qual hi ha diverses llegendes d'encantaments com la llegenda de la Joanaina.

## Festes
- Festes Patronals. Se celebren a Teulada en honor de Sant Vicent Ferrer a partir de diumenge següent al de Pasqua de Resurrecció, en els mesos d'abril o maig, d'acord amb el calendari litúrgic, sent el dia principal el dilluns on destaca la Processó de Sant Vicent. A més, els focs artificials, la Cavalcada i les Vaquetes. Un altre dia important és el dia de les quintades.

- Santa Caterina d'Alexandria. Se celebra a Teulada al voltant del dia 25 de novembre.

- Moros i Cristians. Se celebren a Moraira durant la primera quinzena de juny.

- Festes Patronals: se celebren a Moraira en honor de la Mare de Déu dels Desemparats i la del Carme els dies 15, 16 de juliol i següents

- Altres festes. - Festa del Moscatell: se celebra tots els primers dissabtes de Setembre commemorant que el municipi té vinyes famoses, amb el raïm de Moscatell, matèria primera per l'elaboració de la mistela.

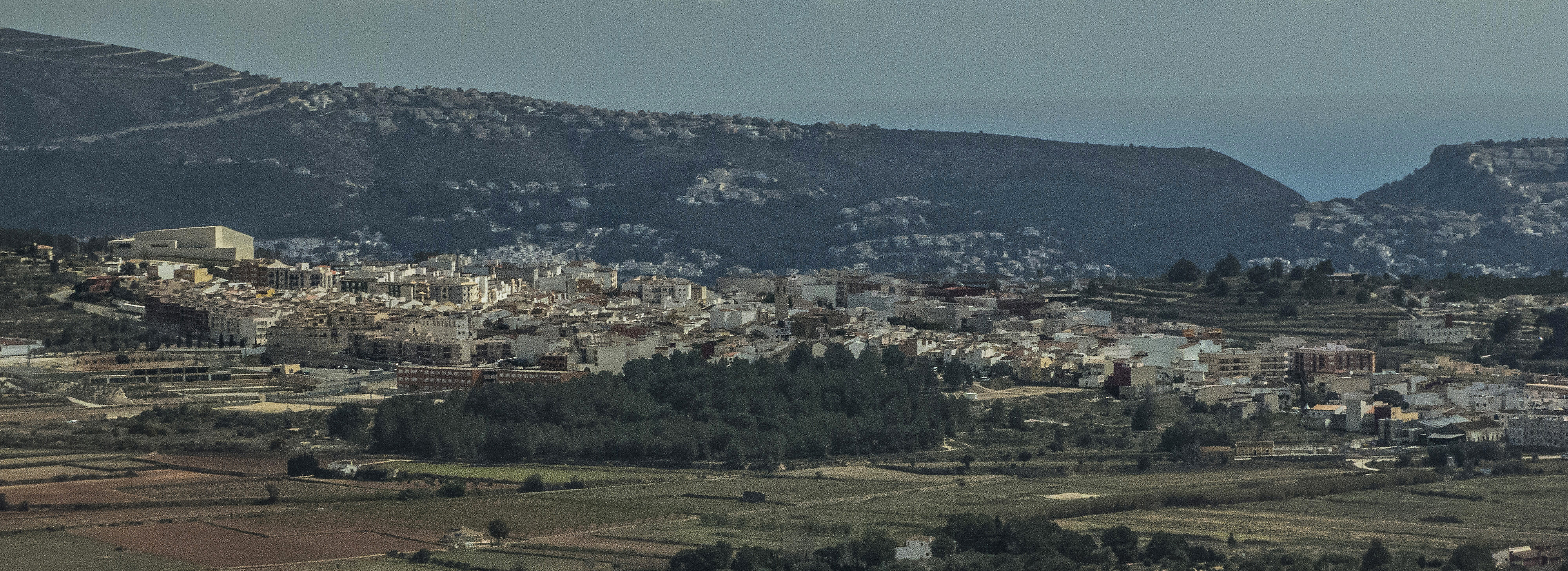
Vista panoràmica de Teulada